# Gabriel García Márquez
Gabriel García Márquez (født 6. marts 1927 i Aracataca, død 17. april 2014 i Mexico City) var en colombiansk forfatter. Han betragtes som en af det 20. århundredes mest betydelige forfattere samt en af de væsentligste spansksprogede forfattere. Han modtog i 1972 Neustadt internationale litteraturpris og i 1982 Nobelprisen i litteratur. Efter at have studeret jura, valgte han at blive journalist. Fra tidligt i karrieren holdt han sig ikke tilbage med at kritisere colombiansk politik eller storpolitik.
Samtidig med arbejdet som journalist skrev García Márquez både nonfiktion og noveller, men det er som romanforfatter, han er mest kendt med værker som Hundrede års ensomhed (1967), Patriarkens efterår (1975) og Kærlighed i koleraens tid (1985).
Med sine bøger gjorde han den litterære stil magisk realisme populær og opnåede både ros fra anmeldere og kommerciel succes. I magisk realisme indgår overnaturlige eller magiske elementer i ellers ganske almindelige og dagligdags situationer. En del af hans værker foregår i den fiktive by Macondo, der i høj grad er inspireret af hans fødeby, Aracataca. Ensomhed er et tilbagevendende tema.
Ved hans død i april 2014 kaldte Juan Manuel Santos, Colombias præsident, García Márquez for "den største colombianer, der nogensinde har levet."

### Værker oversat til dansk
| Dansk titel                                                                                      | Genre       | Oversætter             | År        | Originaltitel                                                                  | År   | Forlag    | ISBN                   |
| ------------------------------------------------------------------------------------------------ | ----------- | ---------------------- | --------- | ------------------------------------------------------------------------------ | ---- | --------- | ---------------------- |
| Hvirvelstorm                                                                                     | roman       | Annette Rosenlund      | 1988      | La hojarasca                                                                   | 1955 | Samleren  | ISBN 87-568-0916-6     |
| Ingen skriver til obersten                                                                       | roman       | Jan Stage              | 1970      | El coronel no tiene quien le escriba                                           | 1961 | Samleren  | ISBN 87-568-0493-8     |
| Ondskabens tid                                                                                   | roman       | Poul Buchwald Andersen | 1985      | La mala hora                                                                   | 1962 | Samleren  | ISBN 87-568-0812-7     |
| Hundrede års ensomhed                                                                            | roman       | Merete Knudsen         | 1967/2012 | Cien años de soledad                                                           | 1967 | Rosinante | ISBN 978-87-638-1523-9 |
| Beretning om en skibbruden                                                                       | reportage   | Jens Lohmann           | 2008      | Relato de un náufrago                                                          | 1970 | Ajour     | ISBN 978-87-92241-23-8 |
| Den utrolige og sørgelige historie om den troskyldige Eréndira og om hendes ryggesløse bedstemor | noveller    |                        | 1988      | La increíble y triste historia de la cándida Eréndira y de su abuela desalmada | 1971 | Gyldendal | ISBN 8700170747        |
| Den blå hunds øjne                                                                               | noveller    | Annette Rosenlund      | 1990      | Ojos de perro azul                                                             | 1972 | Samleren  | ISBN 87-568-0985-9     |
| Patriarkens efterår                                                                              | roman       | Jan Stage              | 1977      | El otoño del patriarca                                                         | 1975 | Samleren  | ISBN 87-568-0399-0     |
| Mama Grandes begravelse                                                                          | noveller    | Ane Ipsen              | 1980      | Los funerales de la Mamá Grande                                                | 1975 | Samleren  | ISBN 87-568-0570-5     |
| Duften af guava – samtaler med Gabriel Garcia Marquez                                            | interviews  | Ane Ipsen              | 1983      | El olor de la guayaba                                                          | 1982 | Samleren  | ISBN 87-568-0661-2     |
| Kærlighed i koleraens tid                                                                        | roman       | Annette Rosenlund      | 2008      | El amor en los tiempos del cólera                                              | 1985 | Samleren  | ISBN 978-87-638-0917-7 |
| Miguel Littíns hemmelige mission i Chile                                                         | reportage   | Osvaldo Cariola        | 1988      | La aventura de Miguel Littín clandestino en Chile                              | 1986 | Klim      | ISBN 87-7724-038-3     |
| Generalen i sin labyrint                                                                         | roman       | Annette Rosenlund      | 1989      | El general en su laberinto                                                     | 1989 | Samleren  | ISBN 87-568-0998-0     |
| Tolv vandrehistorier                                                                             | noveller    | Annette Rosenlund      | 1993      | Doce cuentos peregrinos                                                        | 1992 | Samleren  | ISBN 87-568-1172-1     |
| Om kærlighed og andre dæmoner                                                                    | roman       | Annette Rosenlund      | 1994      | Del amor y otros demonios                                                      | 1994 | Samleren  | ISBN 87-568-1243-4     |
| Beretning om en bortførelse                                                                      | reportage   | Annette Rosenlund      | 1997      | Noticia de un secuestro                                                        | 1996 | Samleren  | ISBN 87-568-1391-0     |
| At leve for at fortælle                                                                          | erindringer | Annette Rosenlund      | 2005      | Vivir para contarla                                                            | 2002 | Samleren  | ISBN 87-638-0034-9     |
| Erindring om mine bedrøvelige ludere                                                             | roman       | Annette Rosenlund      | 2005      | Memoria de mis putas tristes                                                   | 2004 | Samleren  | ISBN 87-638-0131-0     |